# Sozites orbitator
Sozites orbitator är en stekelart som beskrevs av André Seyrig 1952. Sozites orbitator ingår i släktet Sozites och familjen brokparasitsteklar. Inga underarter finns listade i Catalogue of Life.